# Francesco Sforza Cesarini, VI principe di Genzano
Francesco II Sforza Cesarini, VI principe di Genzano, I duca Sforza Cesarini, XXIII conte di Santa Fiora (Roma, 20 luglio 1773 – Roma, 16 febbraio 1816), è stato un principe italiano.

## Biografia
Nato a Roma nel 1773, Francesco era figlio di Gaetano II Sforza Cesarini, V principe di Genzano, XXII conte di Santa Fiora, e di sua moglie, Marianna Caetani.
Alla morte di suo padre nel 1776, il piccolo Francesco aveva appena tre anni e succedette ai titoli della sua casata sotto la tutela di sua madre sino alla morte di quest'ultima nel 1785. 
Sposò Gertrude Conti, appartenente ad un ramo cadetto della famiglia Conti, dalla quale si separò pochi anni dopo.
Il suo nome è però particolarmente legato al mondo del teatro romano ed alla prima e disastrosa rappresentazione de Il barbiere di Siviglia di Gioachino Rossini: Francesco era infatti l'impresario del teatro di patrocinio della sua famiglia, l'attuale Teatro Argentina, fatto erigere nel 1732 da suo nonno Giuseppe Sforza su terre di proprietà della sua famiglia nell'area all'epoca nota col nome di San Nicola de' Calcari. Nel dicembre del 1815, Francesco Sforza Cesarini si accordò con l'allora ventitreenne Gioachino Rossini perché scrivesse un'opera musicale di carattere gioioso e scherzoso che dovesse rappresentarsi al successivo carnevale 1816, ma egli morì d'infarto poco dopo la commissione. La prima rappresentazione de Il barbiere si tenne lo stesso, ma fu un fiasco per quanto diretta dallo stesso autore, al quale il pubblico non poteva soffrire di aver musicato la stessa commedia di Giovanni Paisiello che aveva avuto molta fortuna.
Dalla seconda rappresentazione invece il successo fu clamoroso e da allora Il barbiere di Rossini è una delle opere più rappresentate al mondo.
Francesco morì a Roma il 16 febbraio 1816.

## Matrimonio e figli
Dal matrimonio con la Duchessa Gertrude Conti, nacquero i seguenti figli:
- Salvatore (1798 - 1832), VII principe di Genzano, sposò Elisabetta Cusani Visconti e morì senza eredi.
- Anna (8 giugno 1803 - 13 febbraio 1874), sposò nel 1821 Marino Torlonia, I duca di Poli e Guadagnolo.

## Albero genealogico
|                                                          |                                                 |                                               | Genitori                                             |  |  | Nonni |  |  | Bisnonni                                          |  |  | Trisnonni                                             |  |
|                                                          |                                                 |                                               |                                                      |  |  |       |  |  | Gaetano I Sforza Cesarini, II principe di Genzano |  |  | Federico Sforza di Santa Fiora, I principe di Genzano |  |
|                                                          |                                                 |                                               |                                                      |  |  |       |  |  | Gaetano I Sforza Cesarini, II principe di Genzano |  |  | Federico Sforza di Santa Fiora, I principe di Genzano |  |
|                                                          |                                                 | Livia Cesarini                                |                                                      |  |  |       |  |  | Gaetano I Sforza Cesarini, II principe di Genzano |  |  |                                                       |  |
| Sforza Giuseppe Sforza Cesarini, III principe di Genzano |                                                 |                                               |                                                      |  |  |       |  |  | Gaetano I Sforza Cesarini, II principe di Genzano |  |  |                                                       |  |
|                                                          |                                                 | Vittoria Conti                                | Giuseppe Lotario Conti, VI duca di Poli e Guadagnolo |  |  |       |  |  |                                                   |  |  |                                                       |  |
|                                                          |                                                 | Vittoria Conti                                | Giuseppe Lotario Conti, VI duca di Poli e Guadagnolo |  |  |       |  |  |                                                   |  |  |                                                       |  |
|                                                          |                                                 | Vittoria Conti                                | Lucrezia Colonna di Paliano                          |  |  |       |  |  |                                                   |  |  |                                                       |  |
| Gaetano II Sforza Cesarini, V principe di Genzano        |                                                 | Vittoria Conti                                |                                                      |  |  |       |  |  |                                                   |  |  |                                                       |  |
|                                                          |                                                 | Vincenzo Giustiniani, III principe di Bassano | Carlo Benedetto Giustiniani, II principe di Bassano  |  |  |       |  |  |                                                   |  |  |                                                       |  |
|                                                          |                                                 | Vincenzo Giustiniani, III principe di Bassano | Carlo Benedetto Giustiniani, II principe di Bassano  |  |  |       |  |  |                                                   |  |  |                                                       |  |
|                                                          |                                                 | Vincenzo Giustiniani, III principe di Bassano | Caterina Gonzaga                                     |  |  |       |  |  |                                                   |  |  |                                                       |  |
| Maria Francesca Giustiniani                              |                                                 | Vincenzo Giustiniani, III principe di Bassano |                                                      |  |  |       |  |  |                                                   |  |  |                                                       |  |
|                                                          |                                                 | Costanza Boncompagni                          | Gregorio Boncompagni, V duca di Sora                 |  |  |       |  |  |                                                   |  |  |                                                       |  |
|                                                          |                                                 | Costanza Boncompagni                          | Gregorio Boncompagni, V duca di Sora                 |  |  |       |  |  |                                                   |  |  |                                                       |  |
|                                                          |                                                 | Costanza Boncompagni                          | Ippolita Ludovisi, principessa di Piombino           |  |  |       |  |  |                                                   |  |  |                                                       |  |
| Francesco Sforza Cesarini VI principe di Genzano         |                                                 | Costanza Boncompagni                          |                                                      |  |  |       |  |  |                                                   |  |  |                                                       |  |
|                                                          | Gaetano Francesco Caetani, IX duca di Sermoneta | Filippo Caetani, principe di Caserta          |                                                      |  |  |       |  |  |                                                   |  |  |                                                       |  |
|                                                          | Gaetano Francesco Caetani, IX duca di Sermoneta | Filippo Caetani, principe di Caserta          |                                                      |  |  |       |  |  |                                                   |  |  |                                                       |  |
|                                                          | Gaetano Francesco Caetani, IX duca di Sermoneta | Topazia Caetani di Sortino                    |                                                      |  |  |       |  |  |                                                   |  |  |                                                       |  |
| Michelangelo Caetani, X duca di Sermoneta                | Gaetano Francesco Caetani, IX duca di Sermoneta |                                               |                                                      |  |  |       |  |  |                                                   |  |  |                                                       |  |
|                                                          |                                                 | Costanza Barberini                            | Maffeo Barberini, II principe di Palestrina          |  |  |       |  |  |                                                   |  |  |                                                       |  |
|                                                          |                                                 | Costanza Barberini                            | Maffeo Barberini, II principe di Palestrina          |  |  |       |  |  |                                                   |  |  |                                                       |  |
|                                                          |                                                 | Costanza Barberini                            | Olimpia Giustiniani                                  |  |  |       |  |  |                                                   |  |  |                                                       |  |
| Marianna Caetani                                         |                                                 | Costanza Barberini                            |                                                      |  |  |       |  |  |                                                   |  |  |                                                       |  |
|                                                          |                                                 | Zongo Ondedei, conte                          | …                                                    |  |  |       |  |  |                                                   |  |  |                                                       |  |
|                                                          |                                                 | Zongo Ondedei, conte                          | …                                                    |  |  |       |  |  |                                                   |  |  |                                                       |  |
|                                                          |                                                 | Zongo Ondedei, conte                          | …                                                    |  |  |       |  |  |                                                   |  |  |                                                       |  |
| Carlotta Ondedei                                         |                                                 | Zongo Ondedei, conte                          |                                                      |  |  |       |  |  |                                                   |  |  |                                                       |  |
|                                                          |                                                 | Teresa Cima                                   | …                                                    |  |  |       |  |  |                                                   |  |  |                                                       |  |
|                                                          |                                                 | Teresa Cima                                   | …                                                    |  |  |       |  |  |                                                   |  |  |                                                       |  |
|                                                          |                                                 | Teresa Cima                                   | …                                                    |  |  |       |  |  |                                                   |  |  |                                                       |  |
|                                                          |                                                 | Teresa Cima                                   |                                                      |  |  |       |  |  |                                                   |  |  |                                                       |  |